# Rikugun Ki-202
Le Rikugun Ki-202 Shūsui-Kai (三菱 Ki-202 秋水改, « Épée forte » ou « Épée améliorée ») est un projet d'avion intercepteur à moteur-fusée développé par l'empire du Japon en 1945 à la fin de la Seconde Guerre mondiale. La capitulation du Japon est annoncée avant que le projet ne soit achevé et aucun prototype n'a même été produit.
Au cours du développement du Mitsubishi J8M, le Service aérien de l'Armée impériale japonaise demande à la compagnie Rikugun de développer un nouveau concept en se basant sur le Messerschmitt Me 163 allemand. Une lacune fondamentale de cet appareil, et de tous les autres appareils qu'il a inspiré, est son autonomie extrêmement limitée, en général seulement quelques minutes. La Marine impériale japonaise propose d'améliorer l'autonomie du J8M1 en produisant une version avec un seul canon, économisant ainsi du poids et de l'espace pour stocker plus de carburant (le J8M2). L'armée, d'autre part, choisit de garder les deux canons, mais d'agrandir le fuselage pour accueillir de plus grands réservoirs, donnant naissance au projet du Rikugun Ki-202, qui devait être la version définitive du chasseur de l'armée. Il devait être motorisé par un Mitsubishi Toku Ro.3 (KR20) à 2 000 kg de poussée. Son châssis devait être équipé d'un patin de dérapage et d'une roulette de queue. Il aurait eu une autonomie de 10 min 28 s.